# Pianoconcert nr. 11 (Mozart)
Pianoconcert nr. 11 in F majeur, KV 413, is een pianoconcert van Wolfgang Amadeus Mozart. Hij schreef het stuk in de herfst van 1782.

## Orkestratie
Het pianoconcert is geschreven voor:
- Twee hobo's
- Twee fagotten
- Twee hoorns
- Pianoforte
- Strijkers

## Onderdelen
Het pianoconcert bestaat uit drie delen:
1. Allegro
2. Larghetto
3. Tempo di menuetto